# Joe Ross
Joseph Andrew Ross  (né le 21 mai 1993 à Berkeley, Californie, États-Unis) est un lanceur droitier des Brewers de Milwaukee de la Ligue majeure de baseball.
Il est le jeune frère du lanceur de baseball Tyson Ross.

## Carrière
Joe Ross est l'un des cinq joueurs sélectionnés par les Padres de San Diego à la séance de repêchage amateur de 2011. Le jeune joueur du Bishop O'Dowd High School d'Oakland (Californie) est le 25e athlète sélectionné au total et reçoit une prime de 2,5 millions de dollars à la signature avec les Padres de son premier contrat professionnel. 
Ross joue 4 saisons de ligues mineures dans l'organisation des Padres, graduant en 2014 au niveau Double-A avec les Missions de San Antonio.
Ross passe aux Nationals de Washington dans une transaction à 3 clubs, impliquant 11 joueurs, le 19 décembre 2014. Les Nationals, qui cèdent le voltigeur Steven Souza et le lanceur gaucher Travis Ott aux Rays de Tampa Bay et reçoivent Joe Ross des Padres, dans cet échange dont la personnalité centrale est le voltigeur Wil Myers.
Assigné au niveau Double-A des ligues mineures pour commencer la saison de baseball 2015 avec les Senators de Harrisburg, Joe Ross fait ses débuts dans le baseball majeur le 6 juin 2015 comme lanceur partant pour Washington contre les Cubs de Chicago. Sa performance est éclipsée par celle du lanceur des Cubs Jason Hammel et, après avoir alloué 3 points en 5 manches, Ross écope de la défaite. En 16 matchs joués, dont 13 comme lanceur partant, pour Washington en 2015, Ross maintient une moyenne de points mérités de 3,64 en 76 manches et deux tiers lancées, avec 5 victoires, 5 défaites et 69 retraits sur des prises.